# Lautaro Murúa
Lautaro Murúa Herrera (Tacna, 29 dicembre 1926 – Madrid, 3 dicembre 1995) è stato un attore, regista e sceneggiatore cileno che svolse la propria attività prevalentemente in Argentina e che, dall'inizio degli anni settanta, risiedeva in Spagna.

## Biografia

### Carriera
Recitò, dalla fine degli anni quaranta in poi, in circa un'ottantina di pellicole.

Per quanto riguarda invece la sua attività di regista, tra i film da lui diretti figurano  Shunko (1960) e La raulito (1975) 

### Morte
Lautaro Murúa morì a Madrid il 3 dicembre 1995 per un cancro ai polmoni, alla soglia dei 69 anni.

## Filmografia parziale

### Attore

#### Cinema
- Esperanza (1949)
- El paso maldito (1949)
- Surcos de sangre (1950)
- Llampo de sangre (1954)
- Confesiones al amanecer (1954)
- Concierto para una lágrima (1955)
- Graciela, regia di Leopoldo Torre Nilsson (1956)
- Detrás de un largo muro (1958)
- Demasiado jóvenes (1958)
- El sequestrador (1958)
- Aquello que amamos (1959)
- La caída (1959)
- Shunko (1960)
- Racconto (1963)
- El regreso (1964)
- Martín Fierro (1968)
- Invasión (1969)
- Crónica de una señora, regia di Raúl de la Torre (1971)
- Un guapo del 900 (1971)
- Nazareno Cruz y el lobo (1975)
- Sola, regia di Raúl de la Torre (1976)
- Soldados (1978)
- Il carnevale delle bestie (1979)
- La muchacha de las bragas de oro (1980)
- Corazón de papel (1982)
- Morte in Vaticano (1982)
- Power Game (1983)
- Shunka Wakan - Il trionfo di uomo chiamato cavallo (1983)
- Piccola sporca guerra (No habrá más penas ni olvido) (1983)
- Gracias por el fuego (1984)
- Tangos - L'esilio di Gardel (1985)
- Voglia di libertà (Pobre mariposa), regia di Raúl de la Torre (1986)
- Grido di pietra (1991)
- Un muro de silencio, regia di Lita Stantic (1993)
- Belmonte (1995)
- La frontera olvidada (1996)

#### Televisione
- El día nacio viejo (1964)
- Anna Christie (1965)
- Renzo e Lucia - Storia d'amore di un uomo d'onore; altro titolo: Renzo e Lucia oppure: Un amore impossibile  (Cosecharás tu siembra) (1991)
- Between the Lines (1 episodio) (1993)

### Regista
- Shunko (1960)
- Alias Gardelito (1961)
- Un guapo del 900 (1971)
- La raulito en libertad (1975)
- La raulito (1975)
- Quarteles de invierno (1984)

### Sceneggiatore
- Un guapo del 900 (1971)
- Valentina (1982)
- 1919 - Cronaca dell'alba (1919, crónica del alba) (1983)
- Cuarteles de invierno (1984)

## Doppiatori italiani
- In Renzo e Lucia - Storia d'amore di un uomo d'onore, Lautaro Murúa è doppiato da Giuseppe Rinaldi[4]